# Гойты
Гойты (чечен. ГIойтӏа от чеч. «гӏой» — войско) — село в Урус-Мартановском районе Чеченской Республики. Административный центр Гойтинского сельского поселения.

## География

Гойтинское сельское поселение на карте Урус-Мартановского района

Село расположено по обоим берегам реки Гойта (правый приток Сунжи) и Промышленного канала. Находится в 12 км к югу от Грозного, в 7 км к югу от федеральной автотрассы «Кавказ» и в 3 км к северо-востоку от города Урус-Мартан.
Ближайшие населённые пункты: Урус-Мартан на юго-западе, Алхан-Юрт на северо-западе, Гикало на северо-востоке, Старые Атаги на востоке, Мичурина, Гойское и Алхазурово на юге.

## История

### В древности
В 500 метрах западнее села находится Гойтинские курганы относящиеся к V веку до н. э. 1962 году В. И. Марковин исследуя памятники обнаружил здесь предметы из золота, костяные гребни и иные ценные находки проливающие свет на древность Чеченской равнины. В том же 1962 году в селе была найдена так называемая «Гойтинская находка» — железная стрела с ромбическим пером. Некоторые найденные находки хранились до войны в Чеченском краеведческом музее.
В Эрмитаже хранятся два барашки из золота, золотая подвеска с квадратным камнем, крупная бирюза и другие ценные вещи из могильников Гойты.

### XVIII—XIX вв
Первые сведения о селе встречаются в 1785 году в истории Кавказской войны, где упоминается, что шейх Мансур женился на девушке по имени Чачи из села Гойты.
В 1822 году аулы Гойты и Урус-Мартан были уничтожены полковником Грековым. Есть также упоминание о селе в связи с прорубкой отрядом генерала Фрейтага так называемой «Гойтинской просеки» (16 декабря 1845 — 5 января 1846).

### XX век
В 1918—1919 годах в ауле находился Народный совет Чечни под руководством Таштемира Эльдарханова, поддержавший Советскую власть. Гойтинским советом была сформирована Чеченская Красная армия под командованием Асланбека Шерипова. После освобождения Грозного русскими войсками генерала Шатилова в феврале 1919 года остатки красноармейцев под руководством Николая Гикало бежали за Сунжу. Гойтинский Народный совет отказался выдать красных и оказал ожесточённое сопротивление частям ВСЮР. В 1919 году в результате Гойтинского сражения были разгромлены части армии генерала Деникина.
В декабре 1929 года в Гойты произошло антибольшевистское восстание, вызванное принудительной коллективизации. 12 декабря 1929 года прибыли регулярные части Красной Армии и подавили восстание.
В 1944 году после выселения чеченцев и упразднения Чечено-Ингушской АССР, село было переименовано в Свободное. В 1958 году после восстановления Чечено-Ингушской АССР селу было возвращено его историческое название.
С 1957 года в село начали возвращаться коренные жители, в окружающих Гойты полях создали два крупных совхоза «Гойтинский» и «Малхан» («Солнечный»). Оба совхоза славились на весь Северный Кавказ овощами, фруктами и ягодами, животноводческим комплексом, что обеспечивали жителей рабочими местами.

### Современность
Во время первой чеченской войны село было частично разрушено, во вторую войну в селе не велось крупных боестолкновений.
В 2020 году в селе открылась большая мечеть на 3600 мест.

## Население
| 1939    | 1979    | 1990    | 2002    | 2010    | 2012    | 2013    |
| ------- | ------- | ------- | ------- | ------- | ------- | ------- |
| 5886    | ↗8966   | ↗10 402 | ↗13 221 | ↗16 177 | ↗16 661 | ↗17 016 |
| 2014    | 2015    | 2016    | 2017    | 2018    | 2019    | 2020    |
| ↗17 371 | ↗17 831 | ↗18 014 | ↗18 251 | ↗18 534 | ↗18 816 | ↗18 939 |
| 2021    | 2023    | 2024    |         |         |         |         |
| ↗19 198 | ↗19 426 | ↗19 690 |         |         |         |         |

## Инфраструктура
В центре села расположена крупная мечеть, построенная в XIX веке. В селе функционируют 5 школ, филиалы ряда учебных заведений. Имеется совхоз, ряд промышленных предприятий.

## Галерея

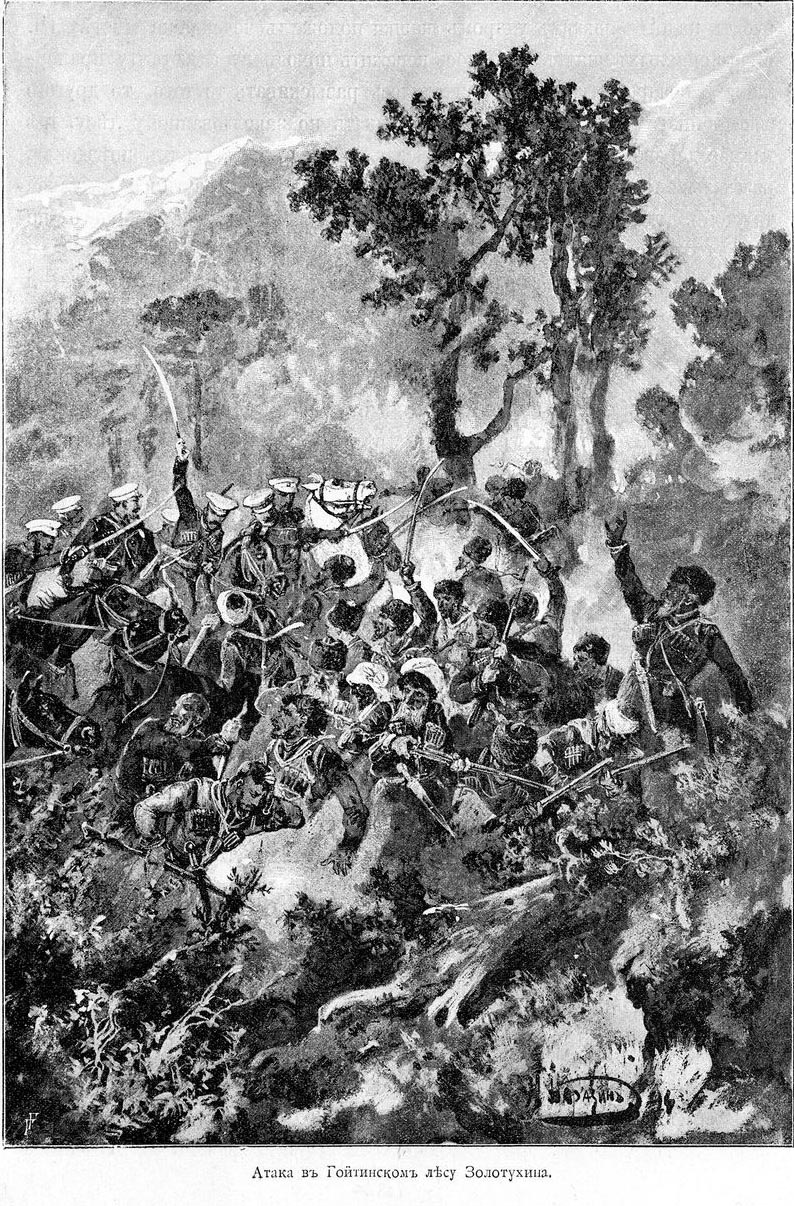
Атака в Гойтинском лесу XIX век.
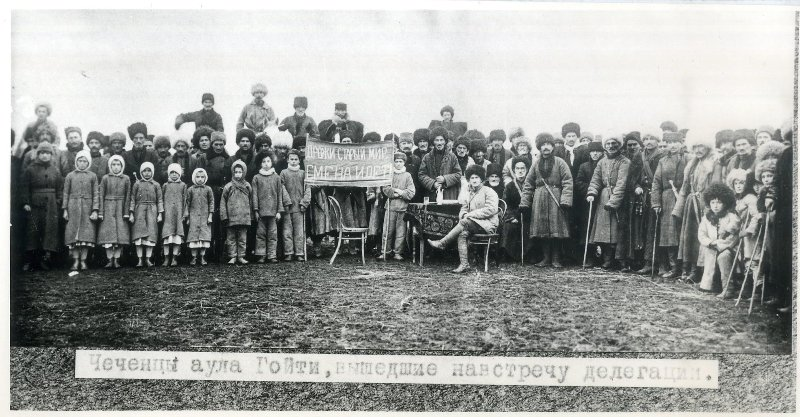
Жители селения Гойты, 1923 год
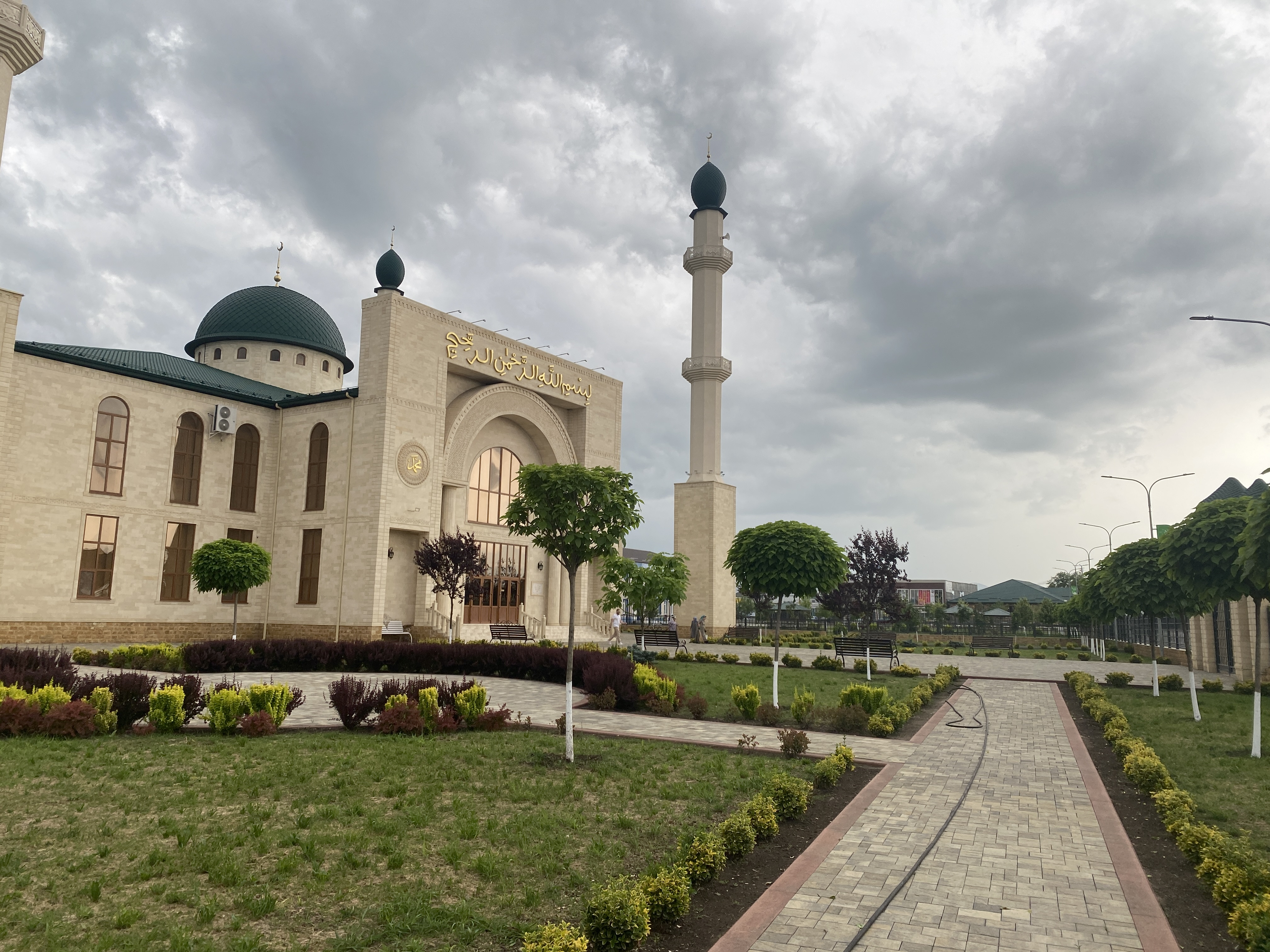
Мечеть в селении Гойты